# كريستيان ريتش (متزلج جماعي)
كريستيان ريتش هو متزلج جماعي سويسري، ولد في 23 سبتمبر 1967 في أراو في سويسرا.

## وصلات خارجية
- كريستيان ريتش على موقع أوليمبيديا (الإنجليزية)